# Асадуллаев, Мирза Шамси оглы
Мирза Шамси оглы Асадуллаев (азерб. Mirzə Şəmsi oğlu Əsədullayev; 1875, Баку — 14 апреля 1938, Париж) ― российский и азербайджанский промышленник, благотворитель и государственный деятель. Министр промышленности и торговли в третьем кабинете министров Азербайджанской Демократической Республики. Являлся членом парламента Азербайджанской Демократической Республики. Входил во фракцию «Мусават и беспартийные».

## Биография

### Ранние годы и предпринимательская деятельность
Мирза Асадуллаев родился в 1875 году в Баку (по другим данным ― в селе Амираджаны Бакинского уезда Бакинской губернии). Был сыном известного нефтепромышленника Шамси Асадуллаева. После окончания Бакинской гимназии начал работать в нефтяной компании своего отца ― «Бакинская контора Шамси Асадуллаева». Долгое время жил в Москве и Санкт-Петербурге, где занимался делами компании.
Имел сложные взаимоотношения со своим отцом. Когда тот развёлся с матерью Мирзы, Мейрансум хатум и женился на Марии Петровне, сын и мать решили разорить Асадуллаева-старшего. Для этого Мирза Асадуллаев перехватил телеграмму Шамси своему управляющему делами в Баку с указанием закупить осенью по низкой цене нефть у мелких производителей чтобы продать её дороже весной, когда возобновится речное сообщение по Волге. Управляющий не получил телеграммы, не закупил нефть и весной Асадуллаев-старший, связанный договорными обязательствами со своими партнёрами, оказался на пороге банкротства. Однако, ему на помощь пришли его друзья, в том числе Муса Нагиев, который заплатил за него по векселям и помог встать на ноги. В своём завещании Шамси указал, что основную часть имущества после его смерти получит вторая супруга Мария Петровна, тем самым исключая других близких родственников. Опасаясь за свою жизнь и жизнь супруги он по совету своего друга Владимира Гиляровского позднее внёс оговорку о том, что в случае насильственной смерти его или супруги имущество переходит на счёт благотворительных организаций.

### Политическая и общественная деятельность
Асадуллаев был председателем Бакинского мусульманского благотворительного общества и издателем газеты «Гардаш кёмеги» («Братская помощь»). 
После Февральской революции избран членом Исполнительного комитета Временного Национального Совета мусульман Закавказья. В 1918 году также избран председателем Бакинского совета нефтяной промышленности.
После провозглашения независимости Азербайджанской Демократической Республики Асадулаев играл важную роль в финансовой системе страны. 26 декабря 1918 года, в день, когда был сформирован третий кабинет министров под председательством Фатали хана Хойского, Асадуллаев был назначен министром промышленности и торговли. Внёс вклад в развитие промышленности Азербайджана. 
После захвата территории Азербайджана большевиками в 1920 году Асадуллаев был арестован и заключен в тюрьму, однако был отпущен на свободу в том же году и с разрешения властей покинул страну.
В эмиграции поселился в Париже, где жил до своей смерти. Скончался 14 апреля 1938 года. Похоронен на мусульманском кладбище в парижском пригороде Бобиньи.

## Семья
Был дважды женат. Первая супруга ― Умм-эль-Бану Нагиева, дочь бакинского миллионера-нефтепромышленника Ага-Мусы Нагиева, умерла в 1905 году. Вторая жена ― Тамара Датиева (1892―1965), дочь инженера и статского советника Бейбулата Датиева. От первого брака родились четыре дочери ― Кёвсар, Сурая, Кюбра (1901―1985) и Умм-эль-Бану (1905―1992, писательница, более известна под псевдонимом Банин). От второго брака родился сын ― Шамси (1915―1982).